# 北恩加島
北恩加島（きたおかじま）は、大阪府大阪市大正区にある町名。現行行政地名は北恩加島一丁目および北恩加島二丁目。

## 地理
大正区の北部に位置し、東に北村、北に泉尾と接している。海岸沿いは主に倉庫などが占めている。

## 世帯数と人口
2019年（平成31年）3月31日現在の世帯数と人口は以下の通りである。
| 丁目            | 世帯数  | 人口    |
| --------------- | ------- | ------- |
| 北恩加島 一丁目 | 817世帯 | 1,539人 |
| 北恩加島 二丁目 | 64世帯  | 178人   |
| 計              | 881世帯 | 1,717人 |

### 人口の変遷
国勢調査による人口の推移。
| 1995年（平成7年）  | 2,436人 | [ 5 ] |  |
| 2000年（平成12年） | 2,253人 | [ 6 ] |  |
| 2005年（平成17年） | 1,917人 | [ 7 ] |  |
| 2010年（平成22年） | 1,806人 | [ 8 ] |  |
| 2015年（平成27年） | 1,684人 | [ 9 ] |  |

### 世帯数の変遷
国勢調査による世帯数の推移。
| 1995年（平成7年）  | 844世帯 | [ 5 ] |  |
| 2000年（平成12年） | 869世帯 | [ 6 ] |  |
| 2005年（平成17年） | 789世帯 | [ 7 ] |  |
| 2010年（平成22年） | 787世帯 | [ 8 ] |  |
| 2015年（平成27年） | 773世帯 | [ 9 ] |  |

## 学区
市立小・中学校に通う場合、学区は以下の通りとなる。なお、小学校・中学校入学時に学校選択制度を導入しており、通学区域以外に大正区の小学校・中学校から選択することも可能。
| 丁目            | 番   | 小学校                 | 中学校               |
| --------------- | ---- | ---------------------- | -------------------- |
| 北恩加島 一丁目 | 全域 | 大阪市立北恩加島小学校 | 大阪市立大正北中学校 |
| 北恩加島 二丁目 | 全域 | 大阪市立北恩加島小学校 | 大阪市立大正北中学校 |

## 事業所
2016年（平成28年）現在の経済センサス調査による事業所数と従業員数は以下の通りである。
| 丁目           | 事業所数 | 従業員数 |
| -------------- | -------- | -------- |
| 北恩加島一丁目 | 56事業所 | 894人    |
| 北恩加島二丁目 | 9事業所  | 110人    |
| 計             | 65事業所 | 1,004人  |

## 交通
- 大浪通

## 施設
- 佐川急便 西大阪営業所

## その他

### 日本郵便
- 〒551-0033[3]（集配局：大正郵便局[13]）